# 斎藤利衛
斎藤 利衛（さいとう としえ、1885年（明治18年） - 1971年）は、日本のレンズ設計者。

## 人物
本籍高知県。陸軍士官学校で東條英機と同期（17期）であったが戦中からその批判者であった。卒業後、1905年4月21日、陸軍砲兵少尉に任官し将校となったが、のち上官と対立し辞職した。
日本光学工業（現ニコン）に入社しレンズ設計を学んだ後、田嶋一雄に請われて1941年千代田光学精工（後ミノルタを経て現コニカミノルタ）に入社した。
学問の志が高く、数学、物理学、天文学、漢籍に詳しく、語学に関しては英語、ドイツ語、フランス語、さらにはサンスクリットに至るまで通じていた。
伊丹工場構内にあった竹林の一角に簡素な一軒家を建てて住み、その周囲を開墾してその収穫を食料とし、荒縄を腰紐代わりに締めた服装で街に現れ人々を驚かせるなど粗衣粗食、独身主義を貫き、その風貌から「仙人」と呼ばれた。時流に迎合せず、戦中は防空演習の無益を説き、自らが拒んだのはもちろん部下にも参加を拒み通させた。
千代田光学精工のレンズ設計者を率いて、また自らも各種写真レンズや眼鏡レンズを設計、そのレンズ作りの根幹を支えた。仕事場を道場と位置づけて「数作場」と名付けて誤りを戒め、もし自らの設計に起因するトラブルで周囲に迷惑をかけるようなことがあれば直ちに辞職する心構えで日々を送り、その堅固な意志と古武士的礼儀正しさ等から深い敬慕を持つ人が少なくなかった。
退職後は北摂の山中に隠棲し、1971年に亡くなった。